# Phayao
Phayao (in thailandese: พะเยา) è una città della Thailandia, situata nel gruppo regionale della Thailandia del Nord. Il suo territorio è compreso nel distretto di Mueang Phayao, nella provincia di Phayao.